# Frank Biela

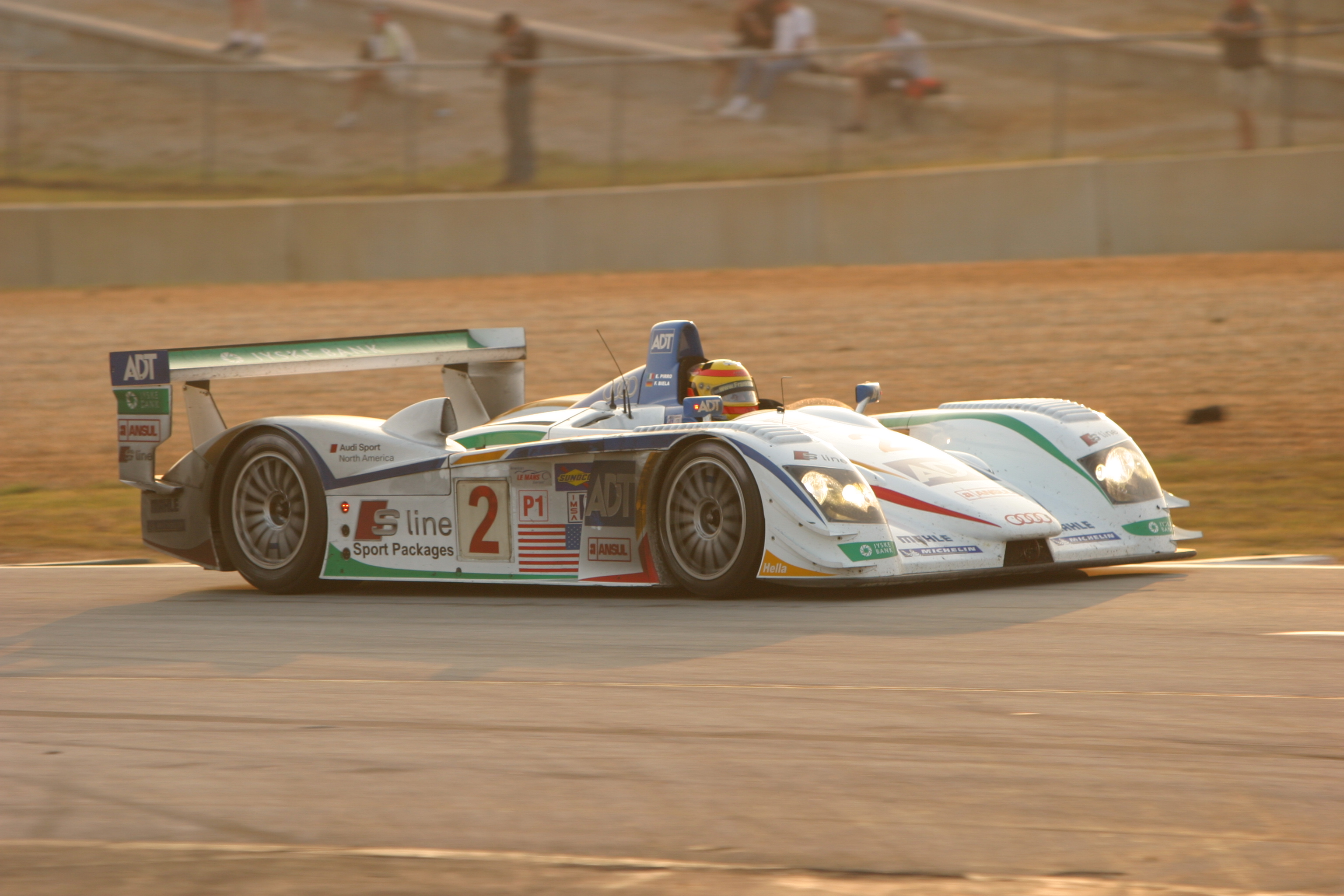
Audi R8 LMP pilotado por Frank Biela en la Petit Le Mans 2005.

Frank Biela (Neuss, Alemania, 2 de agosto de 1964) es un piloto alemán de automovilismo. Entre otros logros en resistencia, ganó cinco veces las 24 Horas de Le Mans (2000, 2001, 2002, 2006, 2007), cuatro veces las 12 Horas de Sebring (2000, 2003, 2004 y 2007), dos veces la Petit Le Mans (2001 y 2005), y fue campeón de la clase LMP1 de la American Le Mans Series en 2003 y 2005.
El alemán también se destacó en turismos, donde obtuvo el Deutsche Tourenwagen Meisterschaft en 1989, el Campeonato Francés de Superturismos de 1993, el Campeonato Británico de Turismos de 1996. Biela ha estado unido a la marca de automóviles alemana Audi desde 1991.

## Inicios y DTM
Tras iniciarse en el karting, Biela compitió en 1987 en la Fórmula Ford y el Deutsche Tourenwagen Meisterschaft con un Ford Sierra. En 1989, se mantuvo compitiendo en el DTM y participó de la Fórmula 3 Alemana. Además, finalizó tercero en las 24 Horas de Spa junto a Eddy Joosen, y llegó segundo en los 1000 km de Bathurst junto con Klaus Niedzwiedz, en ambos casos pilotando un Ford Sierra. La temporada siguiente pasó a correr con Mercedes-Benz, a la vez que fue décimo en los 1000 km de Bathurst. En 1991, Biela pasó a competir en el equipo oficial de Audi del DTM, marca a la cual ha estado unido desde entonces. Ese año se coronó campeón de la categoría con cuatro victorias y siete podios.

## Superturismos
Como Audi se retiró del DTM a mitad de la temporada 1992, Biela partió a otros campeonatos de turismos. Al volante de un Audi 80 de tracción integral, se consagró en el Campeonato Francés de Superturismos de 1993 con cinco triunfos. En 1994 fue segundo en el Campeonato Alemán de Superturismos con un Audi 80, acumulando tres victorias, y en 1995 fue tercero pilotando un Audi A4 de tracción integral, con un saldo de seis victorias. Ese mismo año ganó la Copa Mundial de Turismos, también al volante de un Audi A4.
En 1996, además de ganar el Gran Premio de Macao conquistó el Campeonato Británico de Turismos de manera aplastante, al obtener ocho triunfos y podios en 20 de las 26 carreras del calendario. La temporada siguiente, nuevamente pilotando un Audi A4 de tracción en las cuatro ruedas, resultó subcampeón británico con cinco victorias y 11 podios. Asimismo, llegó segundo en los 1000 km de Bathurst junto con Brad Jones, también con un Audi A4 quattro. Con un A4 de tracción delantera, Biela obtuvo un 14º puesto en el Campeonato Alemán de Superturismos de 1999, sin subirse jamás al podio.

## 24 Horas de Le Mans
Biela pasó a competir en sport prototipos en 1999, al formar parte del programa de Audi en las 24 Horas de Le Mans. Pilotando un Audi R8R del equipo Joest, llegó tercero en 1999. Ganó las ediciones 2000 a 2002 con Tom Kristensen y Emanuele Pirro como compañeros de butaca, siempre como parte del equipo Joest aunque al volante de un Audi R8 LMP. Compitió en las tres ediciones siguientes con un R8 LMP pero por otros equipos: Arena en 2003 (abandonó por no detenerse en boxes a tiempo y repostar combustible), Veloqx en 2004 (quinto) y Champion en 2005 (tercero). Con un Audi R10, ganó las 24 Horas de Le Mans de 2006 por el equipo Joest y en 2007 por el equipo Champion, en ambos casos en compañía de Pirro y Marco Werner. En 2008 llegó sexto en un R10 de Champion.

## ALMS y otras categorías
En paralelo a su actividad en relación con las 24 Horas de Le Mans, Biela participó desde 1999 hasta 2008 en la clase principal de la American Le Mans Series. Fue campeón de pilotos en 2003 y 2005 y ganó numerosas carreras, entre ellas las 12 Horas de Sebring de 2000, 2003, 2004 y 2007, la Petit Le Mans de 2001 y 2005, las 500 Millas de Road America de 2005 y 2006, y el Gran Premio de Trois-Rivières de 2003.
En 2004 y de la mano de Audi y Joest, Biela compitió en el DTM, ahora reformulado a Deutsche Tourenwagen Masters, sin puntuar en ninguna carrera. Biela participó en el Campeonato de Nürburgring de Resistencia de la VLN y las 24 Horas de Nürburgring en 2009. El piloto siguió compitiendo en las 24 Horas de Nurburgring con Audi, obteniendo la victoria en la clase SP4T en 2011 con un Audi TT, y llegando noveno absoluto en 2013 con un Audi R8.